# Nagaworld Football Club
Nagaworld Football Club é um clube de futebol de Phnom Penh, em Camboja. Disputa atualmente a primeira divisão nacional.
O Nagaworld FC ganhou sua última Metfone League em 2018, após ter ganhado a liga em 2007 e 2009, e a Copa Samdech Hun Sen em 2013. Fundado em 2001 como NagaCorp FC, o clube mudou para o seu nome atual em Janeiro de 2015.
O Nagaworld chegou a ser vice-campeão da Metfone League em 2011 e 2012, e foi também vice-campeão em 2007, 2009, 2012, 2015 e 2017 da Copa Samdech Hun Sen 

## Elenco
Atualizado em 22 de outubro de 2020. 
Legenda
- : Capitão
- : Jogador suspenso
- : Jogador lesionado

## Títulos
Campeonato Cambojano: 3 (2007, 2009 e 2018)
 Copa Hen Sun: 1 (2013)